# Zagat Survey

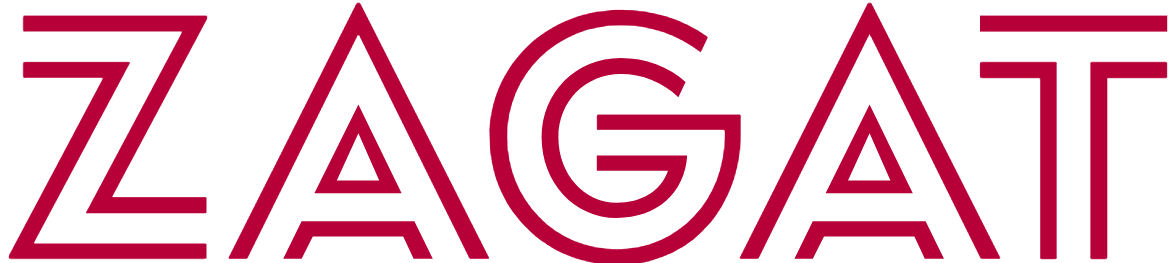
Logo von Zagat

Zagat Survey ist ein Bewertungssystem für Gastronomie, Hotellerie und zahlreiche weitere Freizeiteinrichtungen, das 2011 von Google erworben wurde. Die Inhalte werden aus  nutzergenerierten Informationen gewonnen und redaktionell bearbeitet.

## Geschichte
Zagat Survey wurde 1979 von dem Anwalts-Ehepaar Nina und Tim Zagat gegründet. Die erste Zagat-Umfrage enthielt Bewertungen von Restaurants  in New York. Für ihren Restaurantführer baten die Zagats ihren Freundeskreis um Beurteilungen.
2005 gab es Beurteilungen für Restaurants in 70 Städten. 2011 basierten die Inhalte angeblich auf den Bewertungen von 350.000 Personen.
Zagat Survey wurde auf Hotels, das Nachtleben, Zoos, Musik, Kinos, Theater,  Golf und Fluggesellschaften ausgeweitet.
Die Zagat-Umfrage wurde zunächst als Buch veröffentlicht. Die Inhalte der Website wurden als bezahltes Abonnement angeboten.
Im September 2011 erwarb Google Zagat.
Seit dem 30. Mai 2012   ergänzt Zagat die  kostenlos angebotenen Informationen in Google Places. Die Google-Managerin Marissa Mayer beschrieb Zagat im Firmenblog als bedeutende Ergänzung der lokalen Angebote von Google. Zagats Bewertungen erscheinen seit Ende Mai 2012 auf Google Maps und Google Local Seiten.

## Bewertungssystem
Die Bewertungen erfolgt anhand einer 30-Punkte-Skala. Restaurant-Kritiken setzen sich aus einzelnen Bewertungen festgelegter Kategorien wie zum Beispiel Essen, Einrichtung und Dekoration, Dienstleistung und Preis zusammen. Neben der Bewertung nach Punkten enthält die Umfrage auch einen kurzen beschreibenden Textabsatz, der ausgewählte Zitate von mehreren Rezensenten enthält.

## Unternehmensstruktur
Die amerikanische Kapitalbeteiligungsgesellschaft General Atlantic kaufte im Februar 2000 ein Drittel der Muttergesellschaft für  31 Millionen Dollar.
Im Jahr 2008 stand das Unternehmen für 200 Millionen Dollar zum Verkauf. Da sich zu diesem Preis kein Käufer fand, kündigte die Geschäftsleitung an, dass das Unternehmen nicht mehr zum Verkauf stehe und stattdessen die Strategie verfolgt werde, organisch zu wachsen.
Am 8. September 2011 übernahm Google Zagat (laut der Website forbes.com für 151 Millionen Dollar). Die New York Times berichtete, dass Marissa Mayer davor mehrmals das Ehepaar Zagat getroffen habe, unter anderem auf der  TED-Konferenz im Jahr 2008.